# Brian Pedersen
Brian Pedersen (født 31. januar 1988) er en dansk fodboldspiller, der senest har spillet for Vejle Boldklub.

## Profil
Brian Pedersen foretrukne position er i angrebet, hvor han med sine 74 kilo og 1.76 i højden kan betegnes som en lille og væver spiller. 
Pedersen fik sin  SAS Liga-debut for Vejle Boldklub d. 18. maj 2009 i en kamp mod FC Nordsjælland.